# 拉里塔河坛
拉里塔河坛（Lalita Ghat，印地语：ललिता घाट）是印度瓦拉纳西恒河岸边的主要河壇之一，它在马尼卡尼卡河坛西南方向100米。以印度教女神拉里塔命名，于19世纪初由尼泊尔国王拉纳·巴哈都尔·沙阿建造。在河坛有著名的尼泊尔寺庙（Nepali Mandir）和拉里塔神庙。

## 历史
尼泊尔国王拉纳·巴哈都尔·沙阿从1800年到1804年在瓦拉纳西流放。在流放期间，他决定在瓦拉纳西建造一个帕舒帕蒂纳特庙的复制品。寺庙的建造在他瓦拉纳西的流放/逗留期间开始。在施工期间，沙阿回到尼泊尔。1806年4月25日，拉纳·巴哈都尔·沙阿被他的兄弟刺死。他的儿子负担建造庙宇。
河坛以印度教女神拉里塔命名。拉里塔是印度教神话的十个女神之一。  